# مصفورة سبيبية
مصفورة سبيبية (الاسم العلمي:Xanthorrhoea caespitosa) هي نوع من النباتات يتبع جنس المصفورة من الفصيلة المصفورية.